# Nejdek-Oldřichov (železniční zastávka)
Nejdek-Oldřichov je železniční zastávka, která se nachází na samotě mezi Oldřichovem (část Nejdku) a Perninkem, nachází se na katastrálním území Oldřichov u Nejdku. Leží v km 33,105 železniční trati Karlovy Vary – Johanngeorgenstadt mezi dopravnami Nové Hamry a Pernink.

## Historie
Zastávka vznikla v 30. letech 20. století a nesla název Tellerovy Domy (v letech 1938-1945 Tellerhäuser) podle osady, která se v sousedství zastávky nacházela. Po skončení 2. světové války osada zanikla a zastávka dostala název Oldřichov u Nejdku podle vesnice vzdálené 2 kilometry. V roce 2008 byl název zastávky změněn na Nejdek-Oldřichov. I v roce 2022 umožňovaly předpisy Správy železnic používat při služebních hovorech zaměstnanců používat kromě oficiálního názvu Nejdek-Oldřichov také pojmenování Telerovy domy.
Dřevěný přístřešek byl vybudován za války německými drahami Deutsche Reichsbahn. V roce 1997 došlo k vylepšení zastávky tím, že byla k sypanému nástupišti doplněna betonová hrana.

## Popis zastávky
V zastávce ležící na jednokolejné trati je vnější úrovňové nástupiště s délkou 53 m, které je vybudováno z betonových desek. Před zřízením nástupiště z těchto desek, zde bylo sypané nástupiště o délce 45 m s betonovými hranami.